# Brudholmen, Borgå
Brudholmen är en ö i Finland. Den ligger i Finska viken och i kommunen Borgå i den ekonomiska regionen  Borgå i landskapet Nyland, i den södra delen av landet. Ön ligger omkring 49 kilometer öster om Helsingfors. 
Öns area är 1,4 hektar och dess största längd är 170 meter i öst-västlig riktning. Närmaste större samhälle är Borgå, 19,8 km nordväst om Brudholmen.